# Vincenzo Maria Strambi

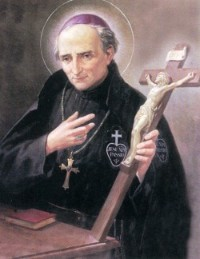
St. Vinzenz Maria Strambi (Gemälde um 1850)

Vincenzo Maria Strambi (deutsch Vinzenz Maria Strambi; * 1. Januar 1745 in Civitavecchia, Italien; † 1. Januar 1824 in Rom, Italien) war ein italienischer Passionist und Bischof von Macerata-Tolentino.

## Leben
Vincenzo, der sich 1768 dem Passionistenorden anschloss, wirkte in seinem Orden als Ausbilder der Ordenstudenten, Hausoberer, Ordensprovinzial und Generalkonsultor. Gleichzeitig war er als Volksmissionar in ganz Italien und als Exerzitienmeister im Kirchenstaat tätig. Nach dem Tod des Ordensgründers Paul vom Kreuz verfasste Vincenzo dessen erste Biographie, die 1786 erschien. 1801 wurde er von Papst Pius VII. zum Bischof von Macerata-Tolentino ernannt.
Er reformierte das geistliche Leben bei Volk und Klerus und widmete sich insbesondere dem Priesternachwuchs. Weil er den Treueeid verweigerte, verbannte Napoleon Bonaparte ihn von 1804 bis 1814. 1823 leistete er Verzicht auf seine Diözese und wurde als Berater und Beichtvater von Papst Leo XII. in den Quirinal, damals Sommerresidenz und Verwaltungsgebäude der Päpste, berufen.
Vinzenz war der Seelenführer und Beichtvater von Anna Maria Taigi, Vinzenz Pallotti und Gaspare del Bufalo sowie als geistlicher Schriftsteller tätig.
Vincenzo Maria Strambi wurde von Papst Pius XI. 1925 selig- und von Papst Pius XII. 1950 heiliggesprochen. Sein Gedenktag ist der 24. September.